# 5-та окрема залізнична бригада (РФ)
5-та окрема залізнична Познанська Червонопрапорна бригада — формування (з'єднання) Залізничних військ Збройних сил Російської Федерації.
Бригада дислокується у місті Абакан Хакасія. Умовне найменування — Військова частина № 01662 (в/ч 01662). Скорочене найменування — 5-а озбр. З'єднання входить до складу Центрального військового округу.
Формування з'єднання розпочато 6 липня 1932 року. Є найстарішим з'єднанням залізничних військ Росії.

## Історія
Історія 5-й залізничної бригади розпочалася 6 липня 1932 року. Формування дислокувалася на Далекому Сході РРФСР. На початку весни 1941 окреме з'єднання було передислоковано на Захід СРСР, на Львівську залізницю, для будівництва, реконструкції та облаштування колійного господарства залізниць.
Німецько-радянську війну частина розпочала з Західної України й завершила у Франкфурті-на-Одері. За зразкове виконання бойових завдань бригада нагороджена орденом Червоного Прапора . 5 квітня 1945 року за відзнаку в боях за оволодіння містом і фортецею Познань в ході Варшавсько-Познанської наступальної операції бригаді присвоєно почесне найменування «Познанська» . П'яти військовослужбовцям присвоєно звання Героя, а понад сім тисяч воїнів-залізничників нагороджені орденами і медалями СРСР та іноземних держав.
Після війни воїни-залізничники займалися будівництвом чисельних лінійно-колійних будівель, об'єктів виробничого призначення та соцкультпобуту, що сприяло швидкому розвитку нових регіонів Півночі Сибіру й Хакасії, освоєння нових нафтових, газових і вугільних родовищ. До їх числа відноситься будівництво залізничної лінії Івдель — Об, залізниці Решоти — Араміль, других залізничних колій Абакан — Тайшет, Абакан — Междурєченськ. З 1979 року залізнична бригада дислокується в Абакані.
Залізнична бригада брали участь у ліквідації наслідків аварії на Саяно-Шушенській ГЕС, відновлювали зруйноване водною стихією залізничний міст через річку Абакан, брали активну участь в гасінні лісових пожеж й ліквідації повеней у Хакасії. Займалися будівництвом залізничної ділянки Журавка — Міллерово у Воронізькій області в обхід України.

## Опис
Крім будівництва залізничних і автомобільних шляхів, бригада займається зведенням наплавних залізничних мостів, рамно-естакадних залізничних мостів. До непрофільним завданням, виконуваних військовослужбовцями, відносяться ліквідація лісових пожеж, боротьба з паводками.

## Втрати
З відкритих джерел відомо про деякі втрати  5-ї озбр під час вторгнення в Україну: 
| п/п | Прізвище, ім'я, по-батькові                                   | Звання            | Дата народження | Дата смерті |
| --- | ------------------------------------------------------------- | ----------------- | --------------- | ----------- |
| 1.  | Кучаков Петро (рос. Кучаков Пётр)                             | старший прапорщик |                 | 27.06.2022  |
| 2.  | Бірюков Роман Євгенович (рос. Бирюков Роман Евгеньевич)       | сержант           | 01.04.1986      | 27.06.2022  |
| 3.  | Гнускін Сергій (рос. Гнускин Сергей)                          | сержант           |                 | 27.06.2022  |
| 4.  | Журов Максим (рос. Журов Максим)                              | молодший сержант  |                 | 27.06.2022  |
| 5.  | Ооржак Оттук (рос. Ооржак Оттук)                              | рядовий           |                 | 27.06.2022  |
| 6.  | Алжибаєв Єгор Володимирович (рос. Алжибаев Егор Владимирович) | рядовий           |                 | 30.09.2022  |